# Маја Савић (рукометашица)
Маја Савић (Беране, 29. април 1976) је бивша црногорска рукометашица која је играла на позицији левог крила. Са рукометном репрезентацијом Црне Горе освојила је сребрну медаљу на Олимпијским играма 2012. Са репрезентацијом СР Југославије дошла је до бронзе на Светском првенству 2001. Тада је била проглашена за најбоље лево крило и уврштена је у тим турнира. Лигу шампиона освојила је три пута.